# Hugo von Radolin

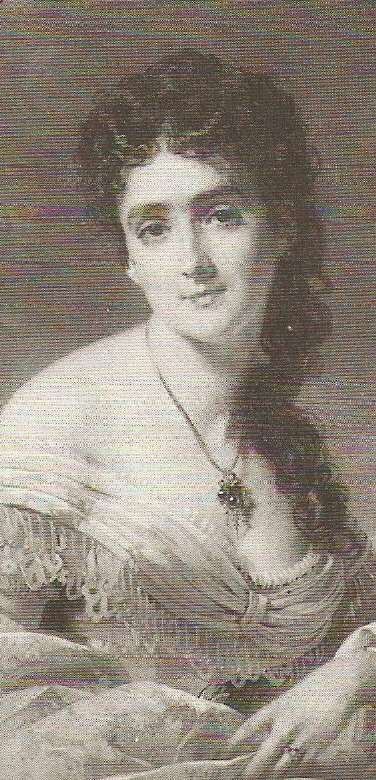
Lucy Wakefield, pierwsza żona księcia Hugona von Radolina

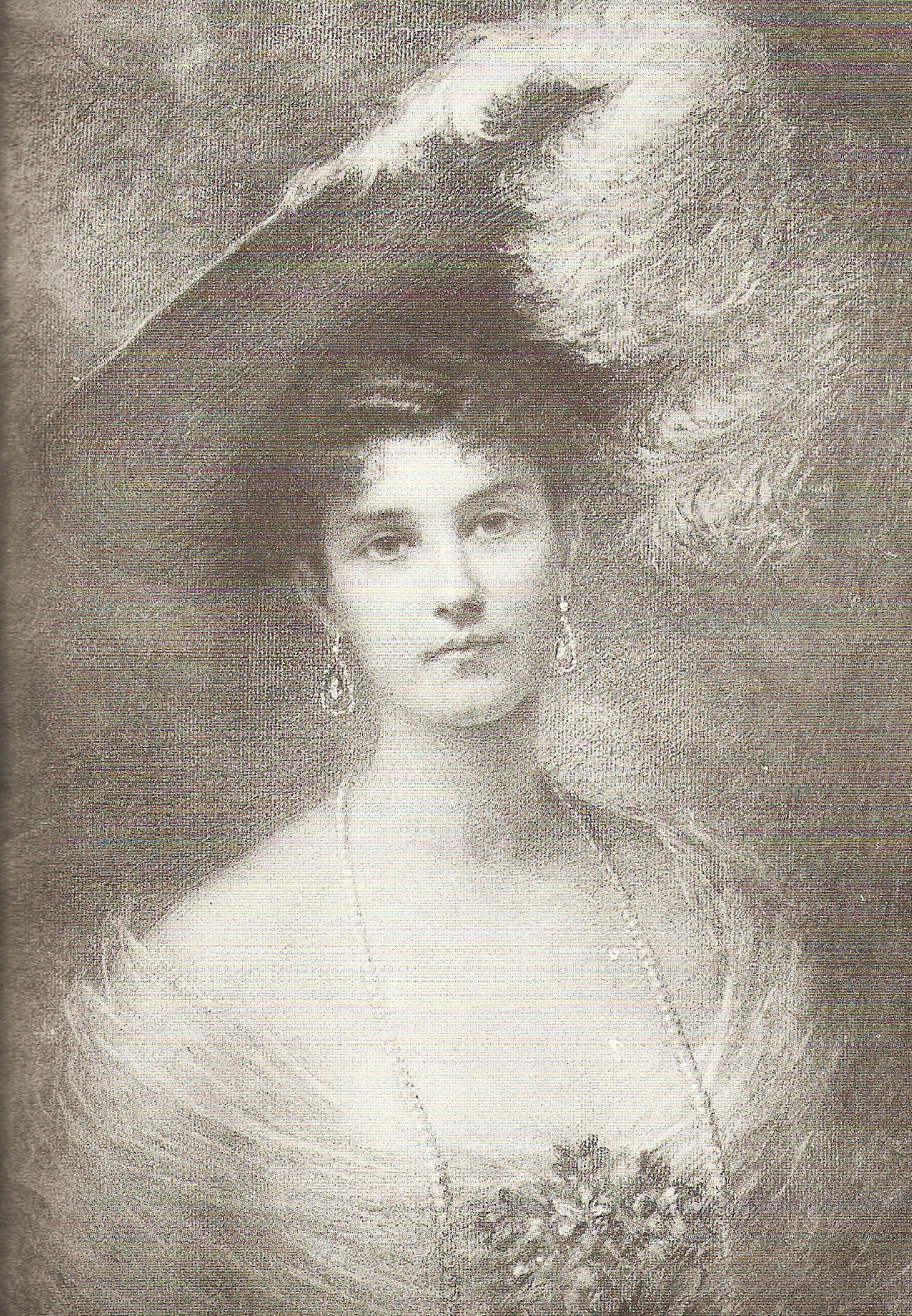
Joanna von Oppersdorff, druga żona księcia Hugona von Radolina

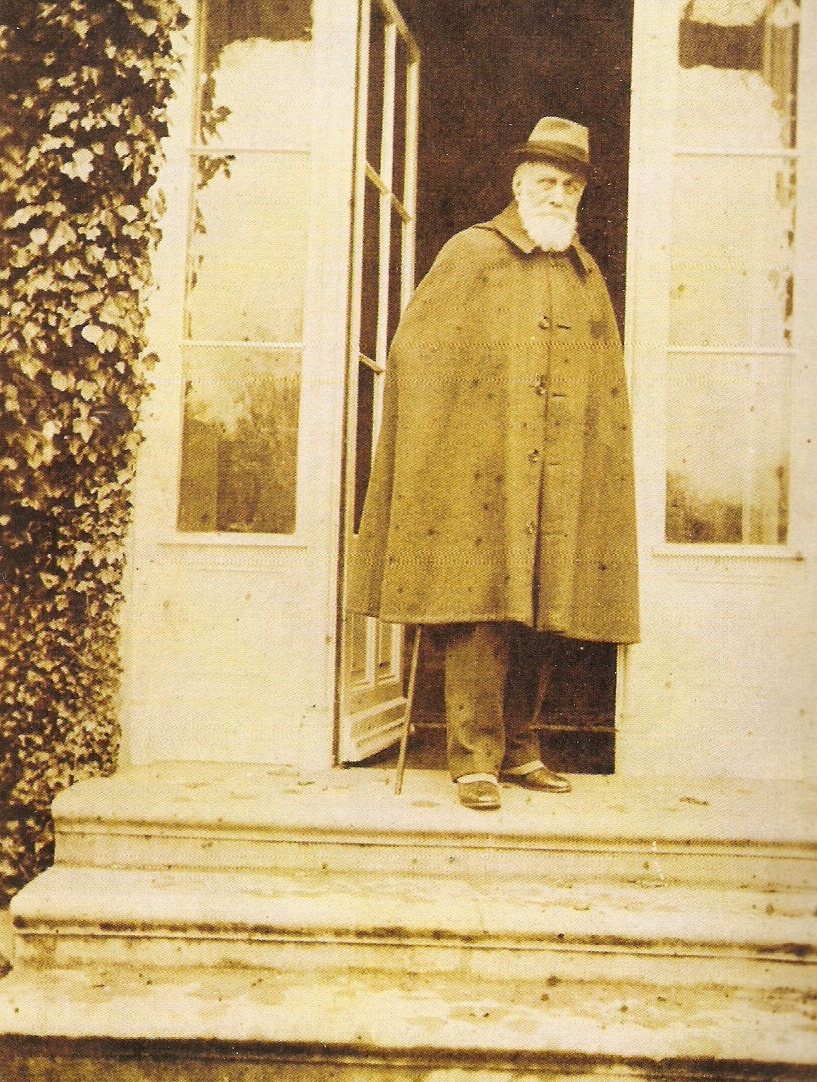
Książę Hugo von Radolin u kresu swego życia. Jarocin, rok 1916

Hugo Juliusz Raoul Edward hrabia z Radoliny Radoliński, późniejszy książę von Radolin (ur. 1 kwietnia 1841 w Poznaniu, zm. 20 lipca 1917 w Jarocinie) – pruski ambasador w Sankt Petersburgu, Konstantynopolu oraz Paryżu, dyplomata, II ordynat Jarocina, kawaler maltański (w zakonie od 1869 roku), kawaler Honoru i Dewocji w Związku Śląskim.
Członek wielkopolskiego rodu Radolińskich.

## Czasy młodości
Hrabia Hugo z Radoliny Radoliński urodził się 1 kwietnia 1841 roku w Poznaniu. Jego ojcem był hrabia Władysław Radoliński (1806 – 1879), a matką kuzynka ojca, hrabina Józefa Radolińska (1809 – 1880). Hrabia dzieciństwo spędzał pomiędzy Borzęciczkami, Siernikami, a Jarocinem. W 1847 roku przeniósł się wraz z matką do Drezna, gdzie rozpoczęła się jego edukacja. W 1859 roku Hugo Radoliński zdał maturę w Bonn, po czym wstąpił na tamtejszy uniwersytet aby studiować prawo. Na studiach Radoliński poznał i zaprzyjaźnił się z Fryderykiem von Holsteinem, przyszłym szefem wydziału politycznego w niemieckim Ministerstwie Spraw Zagranicznych, który stał się „szarą eminencją” pruskiej polityki zagranicznej. Jego nauka nie trwała jednak długo, ponieważ w 1860 roku przerwał ją i wstąpił do królewskiego regimentu huzarów. Po odbyciu rocznej służby wrócił na studia, ale ukończył je już w Berlinie w grudniu roku 1862, tam też rozpoczął pracę w sądzie okręgowym. Od początku roku 1863 kwitło życie towarzyskie przyszłego księcia. Zapraszano go na bale, w których uczestniczyli Otto von Bismarck – przyszły kanclerz Niemiec, a także przedstawiciel Wielkopolskiego rodu Raczyńskich – Atanazy.
4 lipca 1863 roku w Londynie poślubił Lucy Catherine Wakefield, która urodziła się w 1842 roku w Indiach Wschodnich. Jej ojcem był angielski podpułkownik Alfred Howard Wakefield, a matką Mary Suffolk Wakefiled, córka indyjskiego Radży Bussaher – Keeroo Visiera. Wraz z żoną wrócił do Jarocina i rozpoczął pracę w sądzie w Pleszewie. W 1864 roku urodził im się syn Alfred. Dwa lata później na świat przyszedł drugi syn – Hugo.

## Czasy kariery dyplomatycznej
W 1869 Hugo został mianowany attaché poselstwa pruskiego we Florencji, w tym samym roku w Berlinie zdał egzamin obowiązujący niemieckich dyplomatów i został przeniesiony do Paryża gdzie został sekretarzem w pruskiej ambasadzie. Nie piastował tej funkcji długo ponieważ przed upływem roku został przeniesiony do Stuttgartu obejmując funkcje Chargé d’affaires. W 1870 roku Hugo został ojcem po raz trzeci, tym razem urodziła mu się córka Józefina. W roku 1871, w czasie wojny francusko – pruskiej został delegatem Ministerstwa Spraw Zagranicznych przy armii okupacyjnej we Francji. Rok ten nie należał jednak do najszczęśliwszych w życiu Radolińskich z powodu śmierci urodzonej 2 lata wcześniej córki. W roku 1872 jego ojciec Władysław scedował na niego cały jarociński majątek. Tego samego roku Hugo został ojcem po raz czwarty, urodziła mu się córka Lucy. W 1873 roku kolejne nieszczęście spadło na Hugona i jego rodzinę – w wieku 7 lat zmarł syn Hugo. W 1874 Otto von Bismarck wysłał Radolińskiego do Madrytu w charakterze I sekretarza poselstwa Rzeszy Niemieckiej. Już rok później Hugo został przeniesiony do Drezna jako sekretarz przy poselstwie pruskim gdzie mimo piastowania wysokiego stanowiska w administracji, na oficjalnych balach wraz z żoną pojawiali się w staropolskich strojach szlacheckich. W 1876 został radcą ambasady pruskiej w Konstantynopolu. W czasie wojny rosyjsko – tureckiej reprezentował interesy Rosjan. W 1879 w Neapolu zmarł jego ojciec Władysław Radoliński. Rok później (1880) w Jarocinie zmarła jego matka Józefa. Tego samego roku na Maderze zmarła ukochana żona Lucy, która cierpiała na suchoty, jej ciało sprowadzono do Jarocina. Już wcześniej gdy Lucy Radolińska chorowała, dziećmi w Jarocinie opiekowała się jej siostra Julia Tyrrell. Po śmierci Lucy poświęciła się temu bez reszty. Zmarła w Jarocinie w roku 1893. Jej syn William był częstym towarzyszem zabaw młodego Radolińskiego – Alfreda. Chłopcy chodzili do tych samych szkół w Bonn i Cassel. Gdy William Tyrrell (przyszły ambasador Wielkiej Brytanii we Francji) studiował na Oksfordzie i nadal często bywał w Jarocinie.
W roku 1881 Radoliński zakończył swą misję w Turcji i powrócił do Europy. W Jarocinie skupił się na odnawianiu rodzinnej rezydencji (pałacu wybudowanego przez jego ojca w latach 1848–1865, a zaprojektowanego przez słynnego architekta Friedricha Augusta Stülera) oraz porządkowaniu zbiorów, które się w nim mieściły. W tym samym roku został pomocnikiem w Ministerstwie Spraw Zagranicznych, a rok później pruskim weimarskim posłem w Turyngii. W 1884 roku Hugo został marszałkiem dworu przyszłego cesarza Fryderyka Wilhelma. Późniejszym efektem przyznania tej zaszczytnej funkcji było nadanie mu tytułu księcia, zmiana nazwiska na von Radolin oraz wyniesienie majątku jarocińskiego do rangi hrabstwa w kwietniu roku 1888. Na końcu sierpnia 1885 roku Hugo gościł w swej rezydencji w Jarocinie następca pruskiego tronu Fryderyka Wilhelma. W 1887 do Hugona zwrócił się o pomoc jego daleki krewny Edward Aleksander Raczyński (ojciec przyszłego Prezydenta RP na uchodźstwie Edwarda Bernarda Raczyńskiego). Raczyński miał poważne kłopoty, ponieważ nieprzychylne mu władze niemieckie poleciły wydalić go wraz z rodziną z jego rodowej posiadłości w Rogalinie. Hugo trafnie wskazał mu osobę, która powinna unieważnić poprzednią decyzję. Za namową Radolińskiego, Raczyński udał się do Ottona von Bismarcka, który po zapoznaniu się z sytuacją wysłał list do landrata okręgu śremskiego z poleceniem unieważnienia wcześniejszej decyzji.
4 czerwca 1892 roku książę von Radolin ożenił się po raz drugi. Jego wybranką była hrabianka Joanna von Oppersdorff, która była córką pruskiego szambelana Hansa von Oppersdorffa i francuskiej hrabiny Elizy Talléyrand-Perigord. Ślub odbył się na Śląsku w miejscowości Głogówek. Gościem honorowym był cesarz Wilhelm II. W tym samym roku von Radolin osiedlił w Jarocinie, w jednym ze swych domów siostry, elżbietanki, a następnie powrócił do Konstantynopola, tym razem w roli ambasadora. W czasie pobytu w Turcji na świat przyszło pierwsze dziecko ze związku z Joanną – syn Wilhelm Fryderyk. W roku 1895 został przeniesiony również w funkcji ambasadora do Sankt Petersburga. Tego samego roku urodziła mu się córka Elżbieta, która zmarła niestety po dwóch latach. W 1897 roku książę von Radolin został honorowym obywatelem Jarocina. W 1898 roku na świat przyszło ostatnie dziecko księcia – syn Piotr. W 1900 rozpoczął się ostatni rozdział dyplomatycznej kariery księcia, został on bowiem ambasadorem niemieckim w Paryżu. W 1908 roku, w Poznaniu ukazała się książka „Historia Rodu Leszczyców z Radolina Radolińskich” w języku niemieckim. Jej autorem na zlecenie von Radolina był Stanisław Karwowski (1848–1917). Karwowski uporządkował rodzinne archiwum i dokładnie spisał wszystkie cenne przedmioty znajdujące się w rezydencji. W 1910 roku zakończyła się kariera dyplomatyczna księcia. Odwołanie Radolińskiego było następstwem kradzieży jego cennego dziennika, w którym co do minuty opisywał swą pracę w Paryżu. Uznano, że dalsze pełnienie funkcji ambasadora w tych okolicznościach jest niemożliwe. Dziennik nigdy nie został odnaleziony. Tego samego roku zmarł jego najstarszy syn Alfred. Książę von Radolin przeszedł na zasłużoną emeryturę w wieku 69 lat i wrócił do Jarocina.
W czasie pełnienia wszystkich zaszczytnych funkcji von Radolin zawsze miał na uwadze rodzinną posiadłość i jej zbiory. Nawet będąc daleko od domu, książę listownie zlecał drobne remonty lub pouczał o charakterze wystroju poszczególnych komnat. Z dalekich krajów przywoził dzieła sztuki (obrazy, rzeźby, monety itp.). Wielkim osiągnięciem księcia była kolekcja różnego rodzaju broni z całego świata, która w Wielkopolsce nie miała sobie równych. W pałacowej bibliotece zawierającej kilkanaście tysięcy ksiąg roiło się od białych kruków. Jedną z najcenniejszych książek była Biblia brzeska zwana Radziwiłłowską wydana w roku 1563. Jarocinski egzemplarz Biblii brzeskiej, jest obecnie przechowywany w Archiwum Prymasowskim w Gnieznie, jako darowizna wnuków Hugona von Radolina dla Prymasa Wyszyńskiego,. Wiele mebli znajdujących się w rezydencji było robionych na zamówienie członków rodziny, niektóre były kupowane w czasie ich podróży po świecie. Część z jarocińskich mebli należała swego czasu do ostatniego króla Polski Stanisława Augusta Poniatowskiego. W tzw. Skarbczyku (budynku zbudowanym na początku XVI wieku, który znajduje się niedaleko głównej rezydencji) urządzono archiwum dotyczące rodziny Radolińskich. Książę w monumentalnej ogniotrwałej szafie zgromadził i skatalogował 82 tomy akt dotyczących dziejów swojej rodziny. Archiwum rodziny Radolińskich przemieszczone po II wojnie światowej do Poznania, w tym zachowane listy Hugona von Radolina do jego pierwszej żony Lucy z Wakefieldów, stanowi obecnie osobny zbiór w zasobach Archiwum Państwowego w Poznaniu.

## Zmierzch życia księcia
Już na emeryturze, w latach 1911–1914 von Radolin rozbudował jarociński pałac. 19 czerwca 1915 roku amerykański dziennik The New York Times podał informację o aresztowaniu księcia i jego żony w Berlinie pod koniec kwietnia tego roku. Postawiono im zarzut szpiegostwa na rzecz państw Ententy (Wielka Brytania, Francja, Rosja). Kilka dni później dziennik uściślił tę informację pisząc nie o aresztowaniu, a odesłaniu ich do rodzinnej posiadłości w Jarocinie i nałożeniu zakazu jej opuszczania. Książę Hugo von Radolin zmarł 20 lipca 1917 roku w wieku 76 lat w jarocińskim pałacu. Został pochowany w rodzinnej krypcie w podziemiach kościoła pw. Świętego Marcina w Jarocinie.

## Odznaczenia[8]
- Order Orła Czerwonego II klasy z liśćmi dębu (Królestwo Prus)
- Order Korony I klasy (Królestwo Prus)
- Krzyż Żelazny II klasy na białej wstędze z czarnymi paskami (Królestwo Prus)
- Order Bertholda I (Wielkie Księstwo Badenii)
- Krzyż Wielki Orderu Zasługi św. Michała (Królestwo Bawarii)
- Wielki Komandor Orderu Zbawiciela z gwiazdą (Królestwo Grecji)
- Krzyż Wielki Orderu Zasługi (Wielkie Księstwo Hesji)
- Kawaler Orderu śś. Maurycego i Łazarza (Królestwo Włoch)
- Krzyż Wielki Orderu Leopolda (Cesarstwo Austriackie)
- Krzyż Wielki Orderu Korony (Królestwo Rumunii)
- Order św. Stanisława I klasy (Imperium Rosyjskie)
- Komandor Orderu Albrechta II klasy (Królestwo Saksonii)
- Krzyż Wielki Orderu Domowego Czujności (Wiekie Księstwo Saksonii-Weimaru)
- Kawaler Orderu Domowego Ernestyńskiego (Księstwa Saksońskie)
- Komandor Orderu Karola III I klasy (Królestwo Hiszpanii)
- Order Osmana I klasy (Imperium Osmańskie)
- Order Medżydów I klasy (Imperium Osmańskie)
- Krzyż Honorowy Orderu Korony (Królestwo Wirtembergii)